# Dritte Isonzoschlacht
1915

1. Isonzo – 2. Isonzo – Erste Dolomitenoffensive – Zweite Dolomitenoffensive – 3. Isonzo – 4. Isonzo – Lavarone (1915–1916)
1916

5. Isonzo – Südtiroloffensive – 6. Isonzo (Doberdo) – 7. Isonzo – 8. Isonzo – 9. Isonzo – 
Lawinenkatastrophe
1917

10. Isonzo – Ortigara – 11. Isonzo – 12. Isonzo – Pozzuolo – Monte Grappa
1918

Piave – San Matteo – Vittorio Veneto
Die Dritte Isonzoschlacht zwischen den Streitkräften Österreich-Ungarns und Italiens fand zwischen dem 17. Oktober und dem 3. November 1915 statt. Das hierbei betroffene Gebiet erstreckte sich vom Massiv des Krn bis zur adriatischen Küste und war das gleiche, das bereits bei den beiden vorangegangenen Isonzoschlachten in Mitleidenschaft gezogen worden war. Die österreichischen Truppen beherrschten nach wie vor die Höhen des Doberdo, der Podgora und der Sabotin, die Rücken des Tolmeiner Brückenkopfes, der Mrzli Vrh und der Krn. Auf dem Plateau des Doberdo war die Linie der Österreicher zwischen dem Monte San Michele und dem Monte dei sei Busi zum Zweck der Frontbegradigung etwas zurückgenommen worden.

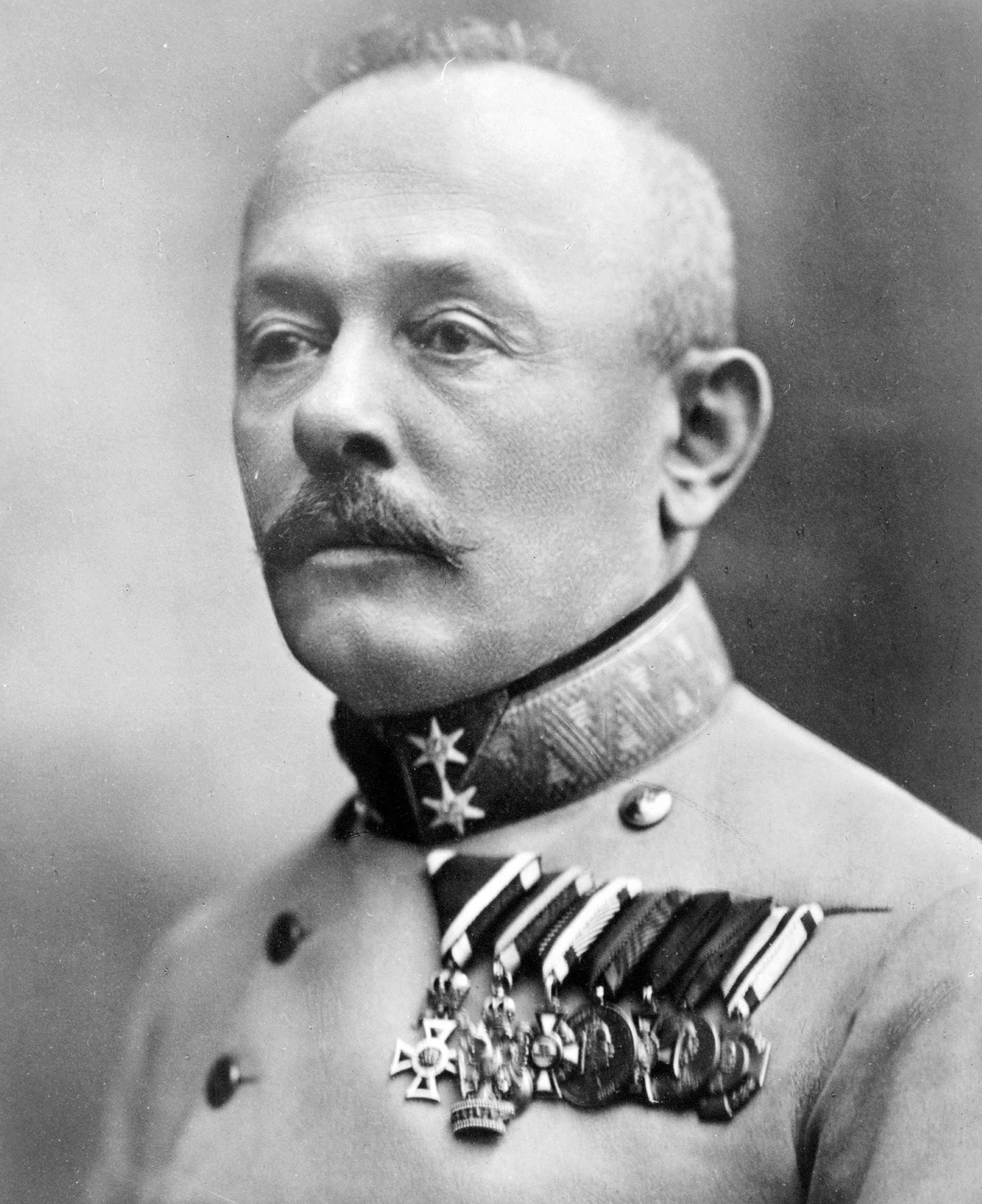
General von Boroevic
„Der Löwe vom Isonzo“ (hier als Feldmarschalleutnant)

## Strategische Absicht
Als Ergebnis des Besuchs des französischen Generals Joffre an der italienischen Front vom 3.–8. September 1915 und den dabei erfolgten Beratungen zwischen der italienischen und der französischen Heeresleitung wurde ein neuer Generalangriff Italiens gegen Österreich-Ungarn angesetzt. Zweck dieses Angriffs war die Bindung österreichisch-ungarischer Streitkräfte und damit die indirekte Unterstützung Serbiens, gegen das bereits am 21. September 1915 eine deutsch-österreichisch-ungarisch-bulgarische Offensive begonnen hatte. Außerdem wollte sich Italien dadurch von dem Vorwurf befreien, nicht an dem Unternehmen gegen Saloniki teilgenommen zu haben. Am 15. Oktober begann die Beschießung durch die italienische Artillerie und am 18. Oktober fand der erste Infanterieangriff statt.

## Angriffsverbände
Bereitgestellt waren die 3. Armee unter dem Kommando des Herzogs von Aosta im Abschnitt von Görz und die 2. Armee unter General Frugoni im Bereich des Monte Krn. Dahinter stand die 1. Armee, die später ebenfalls noch zum Einsatz kommen sollte, als Reserve. Beteiligt waren neun Armeekorps mit 24 Divisionen und zusätzlichen selbstständigen Alpini- und Bersaglieriabteilungen. Insgesamt also etwa 338 Bataillone und 130 Schwadronen sowie 1372 Geschütze. Den beiden angreifenden Armeen stand die k.u.k. 5. Armee gegenüber.

## Operative Lage
Von Beginn an wurde deutlich, dass Italien eine Durchbruchoperation beabsichtigte, die sich aus mehreren kleineren Gefechten zu einer Schlacht verdichten sollte. Der Hauptstoß war, wie bereits bei früheren Kämpfen, gegen den Raum von Tolmein bis zum Meer gerichtet. Das Gelände wurde in drei Abschnitte unterteilt, den Brückenkopf von Tolmein, den Brückenkopf von Görz und das Plateau von Doberdo.
Dementsprechend sind drei zeitliche Phasen zu unterscheiden: die erste vom 18. bis 22. Oktober, hauptsächlich mit Kämpfen am Krn und dem Tolmeiner Brückenkopf; die zweite Phase vom 22. bis 26. Oktober, in diesem Zeitabschnitt griffen die Italiener nicht mit voller Kraft an und führen nur sporadische Angriffe gegen den Brückenkopf von Tolmein und das Plateau von Doberdo. Auf dessen südlichem Abschnitt führten große italienische Verluste nach Angriffen über Vermigliano sowie Nachschubschwierigkeiten wegen der schlechten Wetterlage zur Einstellung der Kämpfe. Nach Heranziehung starker weiterer Kräfte von der Tiroler und Kärntner Front begann ab dem 28. Oktober die dritte Phase mit äußerst starken Angriffen am Görzer Brückenkopf, die bis zum 3. November andauerten.

## Die Schlacht

MG-Nest am Isonzo mit russischem Beute-MG

Schon lange vor Beginn der Schlacht waren dem österreichisch-ungarischen Evidenzbureau umfangreiche Truppenbewegungen aufgefallen, die vom Generalstab richtig beurteilt wurden. Daher kam dieser Angriff nicht überraschend, da insbesondere Überläufer von bevorstehenden Aktionen berichtet hatten. Bereits am 13. Oktober tasteten die Italiener mit Infanterieangriffen die österreichischen Stellungen bei Marcottini ab. Am 17. Oktober begann die italienische Artillerie mit der Beschießung der österreichischen Gräben. Dieses steigerte sich zum Trommelfeuer und dauerte bis zum 21. Oktober. Am selben Morgen griffen die Infanterie (it:Fanti) des Mobilmilizregiments Nr. 119 mit drei Bataillonen bei Santa Lucia zum ersten Mal an. Ihnen gegenüber lag ein Bataillon vom Ungarischen Infanterie-Regiment „Wilhelm I. Deutscher Kaiser und König von Preußen“ Nr. 34 aus Kaschau und Rogatica, das den Angriff im Nahkampf abwehren konnte. Mit immer neuen Truppen glückte es den Italienern schließlich, auf dem Monte San Michele in die österreichisch-ungarischen Stellungen einzudringen. Da dieser Berg die Schlüsselstellung für die gesamte Verteidigung des Görzer Brückenkopfs war (bei einer Postierung italienischer Artillerie wäre es möglich gewesen, die Verteidiger der Podgora vom Rücken her zu beschießen), beschloss die österreichische Führung, die Gräben unter allen Umständen zurückzuerobern. Angesetzt wurde das Ungarische Infanterie-Regiment „Rupprecht Kronprinz von Bayern“ Nr. 43 aus Weißkirchen und Karánsebes, das zunächst mit zwei Bataillonen die mittlere und nördliche Kuppe des Monte San Michele besetzte. Währenddessen griffen zwei Kompanien desselben Regiments die von den Italienern gehaltene südliche Kuppe an. Die ganze Nacht bis zum nächsten Morgen konnten sie die Rumänen (das k.u.k. InfRgt 43 bestand vorwiegend aus Angehörigen des rumänischen Bevölkerungsteils) noch abwehren, bis diese dann gegen neun Uhr zwei weitere Kompanien Verstärkung erhielten und die Fanti von der Kuppe hinunterwerfen konnten. Sofortige Gegenangriffe über den ganzen Tag hinweg blieben erfolglos.
Nach der etwas ruhigeren zweiten Angriffsphase begannen die konzentrierten Aktionen ab dem 28. Oktober aufs Neue. Seit etwa 8 Uhr morgens an diesem Tag feuerte die italienische Artillerie mit allen Kalibern. Insbesondere gegen den Görzer Brückenkopf, der um jeden Preis erobert werden sollte, richtete sich der Beschuss. Aber auch gegen den Monte Sabotino und den Rücken der Podgora steigerte es sich gegen die Mittagszeit zum Trommelfeuer. Nach sechsstündiger Artillerievorbereitung griffen die Italiener mit fünf bis sechs Bataillonen und starken Reserven den Monte Sabotino an. Im südlichen Bereich dieses Angriffsabschnitts gelang ein Einbruch in die österreichisch-ungarischen Gräben, die Angreifer wurden im Gegenangriff jedoch sogleich wieder hinausgeworfen. Starkes österreichisches Maschinengewehr- und Artilleriefeuer zwang die Masse der italienischen Infanterie zu verlustreicher Umkehr. Ein weiterer Angriff von bereitgestellten Reserveeinheiten ließ sich nicht mehr durchführen. Auf der Podgora drangen starke italienische Verbände stellenweise in die Gräben der Verteidiger ein, an einzelnen Punkten erreichten sie sogar die Kammlinie, bis sie durch das dalmatinische k.k. Landwehr Infanterie Regiment Nr. 23 aus Zara zurückgeworfen wurden. Ein gegen den Raum Pevma angesetzter Angriff brach bereits im Abwehrfeuer der Artillerie zusammen.
Gegen die Hochfläche von Doberdo begann nach stärkster Artillerievorbereitung gegen 15 Uhr der Infanterieangriff. Das InfRgt 43 konnte zwei schwere Angriffe auf den Monte San Michele erfolgreich abwehren. Ebenso wurden von dem k.k. Landwehr-Infanterie-Regiment Nr. 3 aus Graz und Marburg wiederholte Vorstöße auf San Martino und den daran anschließenden Abschnitt des Monte dei sei Busi unter großen Verlusten für die Angreifer zurückgewiesen.

Ital. Geländegewinne 1.–5. Isonzoschlacht

Nach der ersten Phase des Großangriffs hatte die den Südflügel angreifende italienische 3. Armee noch etwa zwei Armeekorps in Reserve. Diese Verbände wurden jetzt eingesetzt. Mit stärkster Artillerieunterstützung vorgetragene Angriffe auf den Monte Sabotino und die Podgorahöhe konnten von den LwIR 23, dem k.k. Landwehr-Infanterie-Regiment Nr. 37 aus Gravosa und Teilen des Galizischen Infanterie-Regiments „Schoedler“ Nr. 30 aus Lemberg abgewehrt werden. Weitere lokal begrenzte Angriffe im nördlichen Abschnitt der Podgorahöhe brachen bereits im österreichisch-ungarischen Artilleriefeuer zusammen. Die bei San Martino noch im Besitz der Italiener verbliebenen Gräben wurden am 29. Oktober vom Ungarischen Infanterie-Regiment „Freiherr von Conrad“ Nr. 39 aus Debreczen sowie dem Ungarischen Feldjägerbataillon Nr. 24 aus Rovigno zurückerobert. In den letzten Oktobertagen wurde noch an zahlreichen Punkten der Isonzofront heftig gekämpft. Am Krn versuchten die Italiener mehrfach anzugreifen, wurde aber unter großen Verlusten abgewiesen. Gleiches galt für den Bereich des Tolmeiner Brückenkopfs. Ebenso vergeblich waren am 31. Oktober Angriffe der Bersaglieri gegen die Front von Auzza bis zum Monte Santo. Der Monte Sabotino wurde in den letzten Tagen nicht mehr angegriffen, jedoch versuchten die Italiener vergeblich den Brückenkopf von Görz durch massive Angriffe gegen die österreichisch-ungarischen Stellungen bei Pevma und auf der Podgora einzudrücken. Obwohl die Stellungen der Verteidiger ununterbrochen unter schwerstem Artilleriefeuer lagen, gelang es den Angreifern nicht, irgendwo Fuß zu fassen. Schon am 30. Oktober wurde der Anmarsch starker italienischer Kräfte über Sagrado und deren Verschiebung gegen Sdraussing beobachtet. In der folgenden Nacht kam es am Nordhang des Monte San Michele zu heftigen Nahkämpfen. Am Nachmittag des 31. Oktober setzte hier mit starker Artillerieunterstützung ein weiterer massiver Angriff ein. Dieser konnte jedoch vom Budapester Honvéd-Infanterie-Regiment 1 und dem Nagyvárader HIR 4 erfolgreich abgewehrt werden. Weitere Angriffe gegen den Abschnitt südlich vom Monte San Michele brachen im Artilleriefeuer zusammen.
Trotz der gewaltigen Verluste an Menschen und Material fasste das italienische Kommando noch einmal alles zusammen, um einen entscheidenden Schlag zu führen. Durch die abnehmende Kampfkraft der Fanti wurde der Kernbereich der Schlacht immer mehr verkleinert, was jedoch zu einer Konzentration bei den Angriffen auf den Brückenkopf von Görz führte. Mindestens zwei zusätzliche Brigaden aus dem Tiroler Kampfgebiet waren vom Evidenzbureau hier festgestellt worden. Nach dem Bericht des k.u.k. Kriegspressequartiers vom 3. November 1915 wurden am 1. November nach starkem Trommelfeuer der Monte Sabotino zweimal, Oslavija einmal und die Stellung westlich von Pevma viermal vergeblich angegriffen. Gleichzeitig richtete sich heftiges Sperrfeuer gegen die Räume hinter der österreichisch-ungarischen Front und gegen den Westteil von Görz. Starke Entlastungsangriffe gegen den Raum von Plava und den Nordteil der Hochfläche von Doberdo sollten den Hauptstoß unterstützen. Gegen den Raum von San Martino traten fünf italienische Regimenter an und drangen bis in die österreichischen Gräben vor. Von dort wurden sie im Gegenstoß wieder vertrieben. Auch der 2. und 3. November war ausgefüllt von wiederholten italienischen Angriffen insbesondere gegen Podgora. Sechsmal stürmten die Italiener am 3. November nachmittags gegen die Stellungen des Ungarischen Infanterie Regiments „Erzherzog Friedrich“ Nr. 52 aus Brod a. d. Save, Ragusa und Fünfkirchen, jedes Mal wurden sie unter erheblichen Verlusten für die Italiener abgewiesen. Vor diesem Frontabschnitt wurden allein über 800 gefallene Angreifer gezählt.

Gefangene Italiener

Neben diesen auf den Görzer Brückenkopf gerichteten Anstrengungen unternahmen die Italiener immer wieder starke Angriffe auf den Nordteil der Doberdo-Hochfläche und gegen Zagora. Ihre Bemühungen waren jedoch nirgendwo von Erfolg gekrönt.
Die gleichzeitig gegen Flitsch (ital. „Plezzo“) und Tolmein geführten Angriffe brachen ebenfalls unter schweren Verlusten zusammen.
Auf italienischer Seite wurden die Ausfälle der 2. und 3. italienischen Armee mit 67.000 Mann angegeben. Was einer Ausfallquote von fast 23 % entspricht, wobei die auf dem Karst operierende 3. Armee mit einer Ausfallquote von über 30 % die wesentlich höheren Verluste verzeichnete. Die 5. k.u.k. Armee verlor laut österreichischem Generalstabswerk etwa 42.000 Mann an Gefallenen, Verwundeten, Vermissten und Gefangenen.